# Liste der Monuments historiques in Allos
Die Liste der Monuments historiques in Allos führt die Monuments historiques in der französischen Gemeinde Allos auf.

## Liste der Bauwerke
| Bezeichnung                  | Beschreibung                 | Standort | Kennzeichnung | Schutzstatus | Datum | Bild           |
| ---------------------------- | ---------------------------- | -------- | ------------- | ------------ | ----- | -------------- |
| Kapelle St-Sébastien         | Erbaut im 18. Jahrhundert    | (Lage)   | PA04000001    | Inscrit      | 1996  | weitere Bilder |
| Kirche Notre-Dame-de-Valvert | Erbaut im 9./10. Jahrhundert | (Lage)   | PA00080349    | Classé       | 1846  | weitere Bilder |

## Liste der Objekte
- Monuments historiques (Objekte) in Allos in der Base Palissy des französischen Kultusministeriums